# Natação no Campeonato Mundial de Esportes Aquáticos de 2024 - 100 m borboleta feminino

A prova dos 100 metros borboleta feminino da natação no Campeonato Mundial de Esportes Aquáticos de 2024 foi realizada nos dias 11 e 12 de fevereiro de 2024 em Doha, no Catar.

## Formato da competição
A competição consiste em três rodadas: eliminatórias, semifinais e final. As nadadoras com os 16 melhores tempos nas baterias preliminares avançam as semifinais. Já as nadadoras com os 8 melhores tempos nas semifinais avançam a final. Desempates (swim-offs) são utilizados conforme necessário para quebrar os empates de avanço a próxima rodada.

## Cronograma
Todos os horários estão na hora local (UTC+3).
| Data            | Hora  | Evento        |
| --------------- | ----- | ------------- |
| 11 de fevereiro | 10:18 | Eliminatórias |
| 11 de fevereiro | 19:12 | Semifinais    |
| 12 de fevereiro | 19:09 | Final         |

## Recordes
Antes desta competição, os recordes mundiais e do campeonato nesta prova eram os seguintes:
| Tipo                  | Atleta         | Tempo  | Local          | Data                |
| --------------------- | -------------- | ------ | -------------- | ------------------- |
|                       | Sarah Sjöström | 55s 48 | Rio de Janeiro | 7 de agosto de 2016 |
| Recorde do campeonato | Sarah Sjöström | 55s 53 | Budapeste      | 24 de julho de 2017 |

## Medalhistas
| Ouro                       | Prata                          | Bronze                  |
| Angelina Köhler · Alemanha | Claire Curzan · Estados Unidos | Louise Hansson · Suécia |

## Resultados

### Eliminatórias
Esses foram os resultados das eliminatórias. A prova foi realizada no dia 11 de fevereiro com início às 10:18.
| Pos. | Bateria | Raia | Nadadora              | Nacionalidade                 | Tempo   | Notas |
| ---- | ------- | ---- | --------------------- | ----------------------------- | ------- | ----- |
| 1    | 3       | 4    | Angelina Köhler       | Alemanha                      | 56.41   | Q,    |
| 2    | 4       | 4    | Louise Hansson        | Suécia                        | 57.45   | Q     |
| 3    | 3       | 5    | Erin Gallagher        | África do Sul                 | 57.59   | Q,    |
| 4    | 5       | 5    | Brianna Throssell     | Austrália                     | 57.78   | Q     |
| 5    | 5       | 4    | Claire Curzan         | Estados Unidos                | 57.94   | Q     |
| 6    | 4       | 5    | Alexandria Perkins    | Austrália                     | 58.10   | Q     |
| 7    | 5       | 6    | Chiharu Iitsuka       | Japão                         | 58.35   | Q     |
| 8    | 5       | 3    | Barbora Seemanová     | Chéquia                       | 58.37   | Q     |
| 9    | 4       | 2    | Helena Rosendahl Bach | Dinamarca                     | 58.67   | Q     |
| 10   | 4       | 3    | Anna Ntountounaki     | Grécia                        | 58.72   | Q     |
| 11   | 4       | 6    | Nagisa Ikemoto        | Japão                         | 58.73   | Q     |
| 12   | 4       | 0    | Anastasiya Kuliashova | Atletas Independentes Neutros | 58.94   | Q     |
| 13   | 3       | 7    | Farida Osman          | Egito                         | 59.11   | Q     |
| 14   | 5       | 2    | Amina Kajtaz          | Croácia                       | 59.14   | Q     |
| 15   | 3       | 3    | Katerine Savard       | Canadá                        | 59.24   | Q     |
| 16   | 3       | 1    | Park Jung-won         | Coreia do Sul                 | 59.32   | Q     |
| 17   | 3       | 6    | Paulina Peda          | Polónia                       | 59.47   |       |
| 18   | 3       | 2    | Quah Jing Wen         | Singapura                     | 59.61   |       |
| 19   | 4       | 1    | Paula Juste           | Espanha                       | 59.82   |       |
| 20   | 4       | 9    | Gong Zhenqi           | China                         | 59.87   |       |
| 21   | 4       | 7    | Mariana Pacheco       | Portugal                      | 59.93   |       |
| 22   | 5       | 9    | Laura Lahtinen        | Finlândia                     | 1:00.06 |       |
| 23   | 5       | 1    | Valentina Becerra     | Colômbia                      | 1:00.34 |       |
| 24   | 3       | 8    | Sofia Spodarenko      | Cazaquistão                   | 1:00.39 |       |
| 24   | 4       | 8    | María José Mata Cocco | México                        | 1:00.39 |       |
| 26   | 5       | 8    | Natalie Kan           | Hong Kong                     | 1:00.50 |       |
| 27   | 5       | 7    | Sonia Laquintana      | Itália                        | 1:01.31 |       |
| 28   | 3       | 0    | Kamonchanok Kwanmuang | Tailândia                     | 1:01.45 |       |
| 29   | 3       | 9    | Jessica Calderbank    | Jamaica                       | 1:01.82 |       |
| 30   | 5       | 0    | Luana Alonso          | Paraguai                      | 1:02.33 |       |
| 31   | 2       | 5    | Varsenik Manucharyan  | Armênia                       | 1:02.59 |       |
| 32   | 2       | 3    | Ana Nizharadze        | Geórgia                       | 1:03.28 |       |
| 33   | 2       | 6    | Oumy Diop             | Senegal                       | 1:03.97 |       |
| 34   | 2       | 7    | Lia Lima              | Angola                        | 1:03.98 |       |
| 35   | 2       | 2    | Imara Thorpe          | Quênia                        | 1:04.81 |       |
| 36   | 2       | 8    | María Fernández       | República Dominicana          | 1:05.08 |       |
| 37   | 2       | 1    | Cheang Weng Chi       | Macau                         | 1:05.11 |       |
| 38   | 2       | 0    | Rebecca Najem         | Líbano                        | 1:05.57 |       |
| 39   | 1       | 7    | Mia Laban             | Ilhas Cook                    | 1:07.35 |       |
| 40   | 2       | 9    | Amaya Bollinger       | Guam                          | 1:08.15 |       |
| 41   | 1       | 4    | Sara Akasha           | Emirados Árabes Unidos        | 1:11.72 |       |
| 42   | 1       | 5    | Naekeisha Louis       | Santa Lúcia                   | 1:14.92 |       |
| 43   | 1       | 6    | Sonia Khatun          | Bangladesh                    | 1:17.86 |       |
| 44   | 1       | 3    | Amylia Chali          | Tanzânia                      | 1:19.92 |       |
| 45   | 1       | 2    | Leena Mohamedahmed    | Sudão                         | 1:36.65 |       |
| –    | 2       | 4    | María Schutzmeier     | Nicarágua                     | DNS     | DNS   |

### Semifinais
Esses foram os resultados das semifinais. A prova foi realizada no dia 11 de fevereiro com início às 19:12.
| Pos. | Bateria | Raia | Nadadora              | Nacionalidade                 | Tempo | Notas |
| ---- | ------- | ---- | --------------------- | ----------------------------- | ----- | ----- |
| 1    | 2       | 4    | Angelina Köhler       | Alemanha                      | 56.11 | Q,    |
| 2    | 2       | 3    | Claire Curzan         | Estados Unidos                | 57.06 | Q     |
| 3    | 1       | 5    | Brianna Throssell     | Austrália                     | 57.22 | Q     |
| 4    | 1       | 4    | Louise Hansson        | Suécia                        | 57.28 | Q     |
| 5    | 1       | 2    | Anna Ntountounaki     | Grécia                        | 57.86 | Q     |
| 6    | 2       | 5    | Erin Gallagher        | África do Sul                 | 57.92 | Q     |
| 7    | 2       | 6    | Chiharu Iitsuka       | Japão                         | 58.01 | Q     |
| 8    | 1       | 3    | Alexandria Perkins    | Austrália                     | 58.05 | Q     |
| 9    | 2       | 2    | Helena Rosendahl Bach | Dinamarca                     | 58.15 |       |
| 10   | 1       | 6    | Barbora Seemanová     | Chéquia                       | 58.28 |       |
| 11   | 2       | 7    | Nagisa Ikemoto        | Japão                         | 58.61 |       |
| 12   | 2       | 8    | Katerine Savard       | Canadá                        | 58.73 |       |
| 13   | 1       | 8    | Park Jung-won         | Coreia do Sul                 | 58.75 |       |
| 14   | 1       | 7    | Anastasiya Kuliashova | Atletas Independentes Neutros | 59.03 |       |
| 15   | 2       | 1    | Farida Osman          | Egito                         | 59.12 |       |
| 16   | 1       | 1    | Amina Kajtaz          | Croácia                       | 59.22 |       |

### Final
A final foi realizada em 12 de fevereiro às 19:09.
| Pos.              | Raia | Nadadora           | Nacionalidade  | Tempo | Notas |
| ----------------- | ---- | ------------------ | -------------- | ----- | ----- |
| Medalha de ouro   | 4    | Angelina Köhler    | Alemanha       | 56.28 |       |
| Medalha de prata  | 5    | Claire Curzan      | Estados Unidos | 56.61 |       |
| Medalha de bronze | 6    | Louise Hansson     | Suécia         | 56.94 |       |
| 4                 | 3    | Brianna Throssell  | Austrália      | 56.97 |       |
| 5                 | 2    | Anna Ntountounaki  | Grécia         | 57.62 |       |
| 6                 | 8    | Alexandria Perkins | Austrália      | 57.68 |       |
| 7                 | 7    | Erin Gallagher     | África do Sul  | 57.83 |       |
| 8                 | 1    | Chiharu Iitsuka    | Japão          | 58.23 |       |

Legenda
| Recorde mundial       | Recorde mundial (World record)               |                       | Recorde africano                      | Recorde africano (African) |                                           | Q | Classificado por posição (Qualified) |
| Recorde do campeonato | Recorde do campeonato (Championship record)  | Recorde da América    | Recorde da América (Americas)         | q                          | Classificado por melhor tempo (Qualified) |   |                                      |
| Melhor marca do ano   | Melhor marca do ano (World leading)          | Recorde asiático      | Recorde asiático (Asian)              | DNS                        | Não largou (Did not start)                |   |                                      |
| Recorde nacional      | Recorde nacional (National record)           | Recorde europeu       | Recorde europeu (European)            | DNF                        | Não terminou (Did not finish)             |   |                                      |
| Recorde pessoal       | Recorde pessoal do atleta (Personal best)    | Recorde da Oceania    | Recorde da Oceania (Oceania)          | DSQ / DQ                   | Desclassificado (Disqualified)            |   |                                      |
| Recorde da temporada  | Recorde da temporada do atleta (Season best) | Recorde sul-americano | Recorde sul-americano (South America) | NM                         | Sem marca (No mark)                       |   |                                      |